# Yatuu
 (novembre 2018).
Yatuu, née Cyndi Barbero, est une auteure de bande dessinée française.

## Publications
- One shot Moi, 20 ans, diplômée, motivée... exploitée !, 12 bis, 2011
Scénario, dessin et couleurs : Yatuu
- One shot Génération mal logée ! Tome 1, 12 bis, 2012
Scénario, dessin et couleurs : Yatuu
- One shot Génération mal logée ! Tome 2, 12 bis, 2012
Scénario, dessin et couleurs : Yatuu
- One shot Hé! Mademoiselle!, Delcourt, 2014
Scénario, dessin et couleurs : Yatuu
- One shot Sasha (survivre au collège!), Vents d'Ouest, 2014
Scénario, dessin et couleurs : Yatuu
- Collectif BD Kokekokko, 16 vues du Japon, Éditions Issekinicho, 2014
Scénario, dessin et couleurs : Yatuu
- One shot Pas mon genre !, Éditions Marabout, 2015
Scénario, dessin et couleurs : Yatuu
- Tome 1 Erika et les princes en détresse, Auto-édition Ulule, 2018
Scénario, dessin et couleurs : Yatuu - (ISBN 978-2-9565491-0-9)
- Tome 2 Erika et les princes en détresse, Auto-édition Ulule, 2021
Scénario, dessin et couleurs : Yatuu - (ISBN 978-2-9565491-1-6)

## Prix et distinctions
- Sélection du Prix Artémisia 2016[2] pour Génération mal logée !